# كلودي فايان
كلودي فايان (بالإنجليزية: Claudie Fayein)‏؛ (1912– 4 يناير 2002) طبيبة فرنسية يمنية وباحثة عالمية في السلالة البشرية. كانت أول طبيبة يمنية في البلد.

## حياتها
عملت كلودي في اليمن وارتبطت حياتها بالبلد منذ خمسينسات القرن الماضي. في عام 1950 استأجرها الإمام أحمد بن يحيى لمدة 6 أشهر في صنعاء لرعاية حريمة. كانت آنذاك تبلغ من العمر 40 عامًا تقريبًا، وكان هناك أجنبيان آخران في اليمن في ذلك الوقت. مكثت كلودي أكثر من عام تعمل في مستشفيات صنعاء حتى عام 1952. كان لها العديد من الرحلات الأخرى إلى اليمن، حيث أصبحت شخصية مشهورة. شاركت في إنشاء المتحف الوطني بصنعاء عام 1970 لجمع المعروضات. وفي العام 1990 تم منحها الجنسية اليمنية بقرار جمهوري من الرئيس اليمني علي عبدالله صالح.

## مؤلفاتها
ألفت كلودي عدة كتب عن اليمن وتجربتها في البلد. كانت مذكرات «الحكيمة» شائعة في بولندا (كان العنوان الأصلي في الطبعات البولندية عام 1957 و1959 و1967 هو «طبيبة فرنسية في اليمن»، وقد ترجمتها جوليا ماتوسزيوسكا إلى الإنجليزية عام 1957). نُشر لها أيضًا كتاب لاحقا بعنوان «العربية السعيدة» الطبعة البولندية عام 1988. كتاب آخر صدر لها بعنوان«اليمن» عام 1975.

### أبرز مؤلفاتها عن اليمن
- كنت طبيبة في اليمن، ترجمة رئيس الوزراء الأسبق محسن العيني.[5]
- حياة النساء في اليمن.[6]